# Bocca Serriola
Bocca Serriola (730 m s.l.m.) è un valico appenninico che divide la valle del Biscubio, affluente di destra del Candigliano dalla val Tiberina. Chiamato dai tifernati "La Cima".

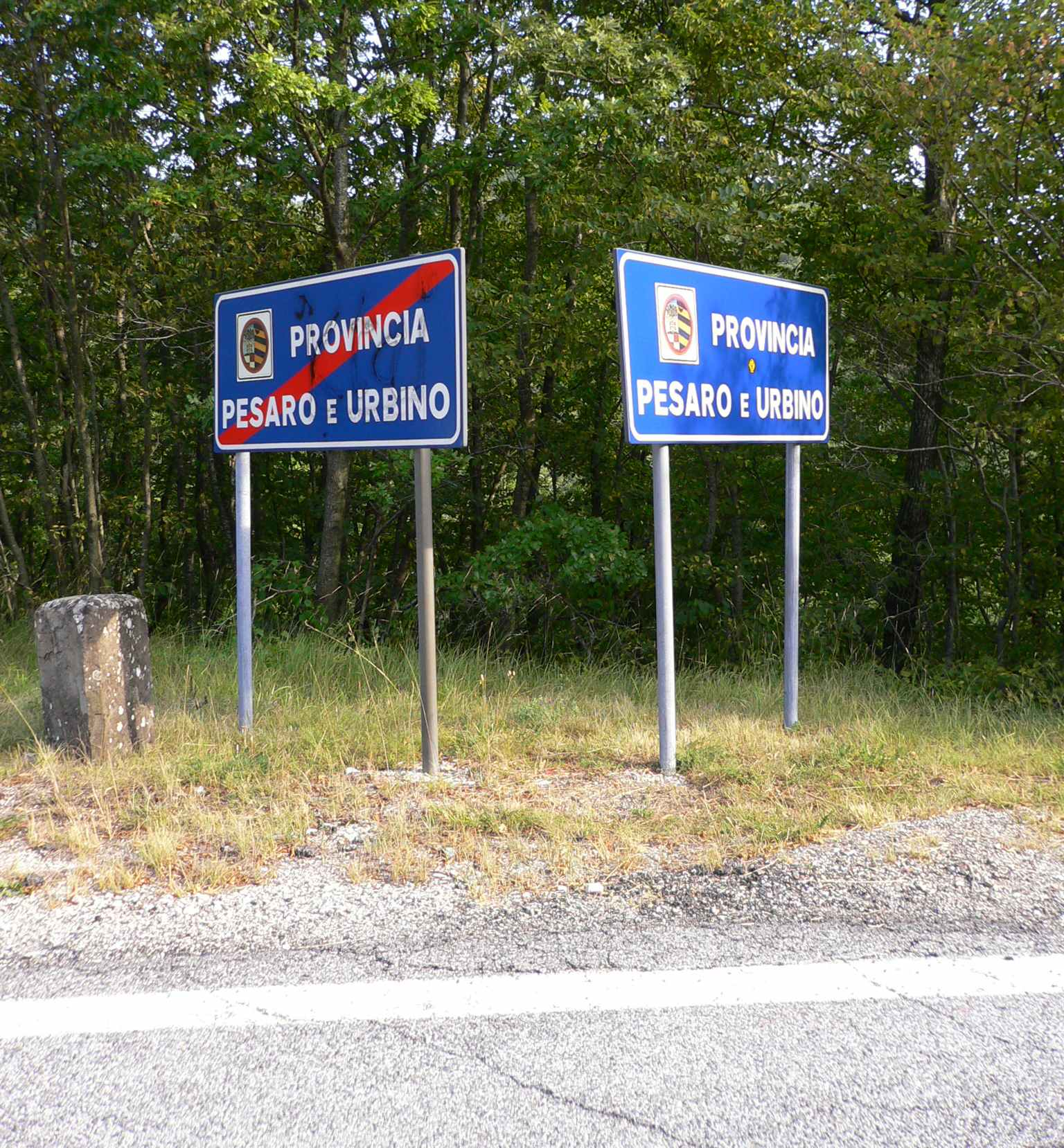
Confine Pesaro-Perugia nelle vicinanze del valico

Si trova politicamente nel comune di Città di Castello, a pochi chilometri dal confine tra la provincia di Perugia e la provincia di Pesaro e Urbino, e quindi da quello fra l'Umbria e le Marche. Secondo alcune fonti è il valico che divide geograficamente l'Appennino tosco-emiliano dall'Appennino umbro-marchigiano e conseguentemente l'Appennino settentrionale da quello centrale; secondo altre fonti, invece, il confine tra i due tratti appenninici è Bocca Trabaria o tutta la zona compresa tra i due valichi.

## Etimologia
Sembra che il nome derivi dal latino "serrula" (o serrulae), che significa piccola sega, in quanto i romani utilizzavano il legname di questi luoghi, inviato poi per fluitazione verso sud tramite il Tevere.

## Geologia
A livello geologico sin dalla zona a sud del passo cominciano estese formazioni marnose con aspetto di calanco; queste sono tipiche non più dell'Appennino centrale, ma di quello settentrionale ed in particolare di quello tosco-romagnolo.

## Curiosità
È servito dalla strada statale 257 Apecchiese che, soprattutto nel tratto che da Città di Castello sale verso il valico, rappresenta un vero paradiso per i motociclisti. Da qui proviene anche la Croce di Bocca Serriola, situata presso la città di Pesaro, i cui legni sono stati prelevati da questa medesima località.